# قضية سميحة بدران (فلم)
قضية سميحة بدران فيلم مصري، إنتاج عام 1990، من إخراج إيناس الدغيدي، وبطولة: نبيلة عبيد - يوسف شعبان - صلاح قابيل

## القصة
تدور قصة الفيلم حول الصحفية سميحة بدران التي تخصصت في إجراء تحقيقات صحفية تدين الفساد بصوره المختلفة في المجتمع، مما يثير حفيظة عدد من المنحرفين ومنهم رجل الأعمال يوسف الذي كان جارها القديم، لكنه حقق ثراءا كبيرًا باستخدام طرق ملتوية في الصفقات. وينسج يوسف عواطفه الزائفة حول سميحة حتى يتزوجها ولكنها تكتشف أنه تزوجها ليشغلها عن تحقيقاتها الجريئة في عالم المخدرات. ترتاب سميحة في علاقة زوجها بعباس أخو زهيره التي تتاجر في الأطعمة الفاسدة، وتربطها عاطفة بيوسف وتتمكن سميحة من سرقة مستندات تدين عباس وتؤدي للقبض عليه ليصبح يوسف مهددا بالسجن ويفشل في إقناع زوجته بالابتعاد عن تحقيقاتها الصحفية بالحب أو المال فيخطف أخاها ليضغط عليها لتسليم المستندات كما يحاول قتلها، لكن الرصاصة تصيب زهيره فتلقى حفتها ويتم القبض على يوسف.

## وصلات خارجية
- مقالات تستعمل روابط فنية بلا صلة مع ويكي بيانات
- قضية سميحة بدران على موقع سينما دوت كوم.